# Thunder (East 17)
Thunder è una canzone della boy band britannica East 17, estratta come primo singolo dal secondo album del gruppo Up All Night del 1995.

## Tracce
CD Maxi
1. Thunder (Radio Edit)
2. E-17 - Overture Medley (from "Letting Off Steam"-Tour '95)
3. Thunder (Video Mix)
4. Thunder (Lightning Mix)

CD Single
1. Thunder (Radio Edit)  4:16
2. E-17 - Overture Medley (Live Steam Tour '95)  9:28

## Classifiche
| Chart (2007) | Peak position |
| ------------ | ------------- |
| Svizzera     | 5             |
| Austria      | 19            |
| Francia      | 13            |
| Olanda       | 21            |
| Belgio       | 8             |
| Svezia       | 22            |
| Norvegia     | 7             |
| Australia    | 36            |
| UK           | 4             |
| Lituania     | 6             |
| Italia       | 21            |